# Liga Europeia de Voleibol Feminino
A Liga Europeia de Voleibol Feminino é um torneio anual realizado pela Confederação Europeia de Voleibol (CEV) desde 2009, reunindo nações de todo o continente europeu. Atualmente, é utilizada para manter em atividade as seleções europeias que não participam da Liga das Nações, classificando os dois melhores colocados à Challenger Cup. Desde 2018, divide-se em duas divisões, Ouro e Prata, com rebaixamento e promoção.  

## História
Diferentemente da versão masculina, realizada desde 2004, a Liga Europeia Feminina veio a ser disputada apenas em 2009, quando passou a reunir as seleções europeias que não participavam do extinto Grand Prix de Voleibol. A seleção da Sérvia foi a primeira campeã do torneio, mantendo a tendência durante as duas edições seguintes. Pode-se dizer que as primeiras edições da competição tiveram um nível alto, uma vez que seleções como a Sérvia, Turquia e Bulgária disputavam-na com as suas seleções principais. 
Quando a Federação Internacional de Voleibol (FIVB) alterou o modelo de competição do Grand Prix, a Liga Europeia sofreu com a desistência de sérvias e búlgaras que não viam mais a competição como atrativa, uma vez que já estavam participando do principal torneio anual a nível mundial. Posteriormente, países como a República Checa e a Alemanha utilizaram a competição como forma de preparo para outras competições de maior importância, tendo ambas conquistado um título, em 2012 e 2013, respectivamente. A Turquia somente obteve um ouro em 2014, quando a competição já não era mais disputada pelas principais seleções do continente (sem considerar a Rússia e a Itália, duas das maiores potências europeias, uma vez que jamais participaram do torneio).
A campeã em 2015 foi a Hungria, que nas edições anteriores não conseguia se sobressair, devido ao nível superior de seus adversários. Aproveitando-se da ausência de rivais com nível mais próximo ao seu, como a Romênia, a Espanha, a França e o Azerbaijão, além de polonesas e turcas com as suas seleções alternativas, as húngaras foram capazes de conquistar o seu primeiro título a nível continental.
Em 2016, com doze equipes, houve o retorno das equipes da Romênia, da Espanha, do Azerbaijão, da França, da Eslovênia, da Bielorrússia, que se juntaram às estreantes Eslováquia, Albânia e Montenegro. Polonesas mantiveram a prática de enviar uma equipe jovem, enquanto gregas e húngaras mantiveram a sua força máxima no torneio. O desempenho da Hungria nessa edição foi bem diferente da glória conquistada no ano anterior, não tendo vencido um jogo sequer. A disputa pelo ouro deu-se entre azeris e eslovacas, com vitória para as primeiras. A Ucrânia tornou-se o sétimo país a conquistar o título da competição no ano de 2017, quando bateu a surpreendente seleção da Finlândia na final, em quatro sets, nos dois jogos disputados.
Em 2018, em virtude da mudança aplicada pela FIVB, em que se extinguiu o Grand Prix e criou-se a Liga das Nações, o número de equipes participantes na Liga Europeia aumentou consideravelmente. Para dar continuidade ao crescimento de suas seleções, a CEV criou uma segunda divisão, a Silver League (Liga Prata), enquanto a principal passou a ser chamada de Gold League (Liga Ouro), dando duas vagas à Challenger Cup. Com oito seleções, a Liga Prata teve como a sua primeira campeã a Suécia, enquanto a Liga Ouro, com doze participantes, viu a Bulgária obter o seu primeiro título.
Com o sistema de divisões consolidando-se, com promoção e rebaixamento, o ano de 2019 levou as equipes da Liga Ouro competirem arduamente não apenas pelo título, mas pelo direito de disputar a Challenger Cup. Foi na cidade croata de Varaždin, que as anfitriãs foram superadas pelas checas, que retornaram ao topo depois de sete anos. Ausente por duas temporadas, a Romênia foi obrigada a disputar a Liga Prata, da qual saiu campeã ao bater a seleção da Eslovênia, conquistando uma medalha em competições da CEV, após cinquenta e seis anos.

## Liga Ouro

### Quadro geral Liga Ouro
| Ordem | País         | Medalha de ouro | Medalha de prata | Medalha de bronze | Total |
| ----- | ------------ | --------------- | ---------------- | ----------------- | ----- |
| 1     | Sérvia       | 3               | 0                | 1                 | 4     |
| 2     | Bulgária     | 2               | 2                | 3                 | 7     |
| 3     | Chéquia      | 2               | 1                | 2                 | 5     |
| 4     | Ucrânia      | 2               | 0                | 0                 | 2     |
| 5     | Turquia      | 1               | 3                | 1                 | 5     |
| 6     | Alemanha     | 1               | 1                | 0                 | 2     |
| 6     | Hungria      | 1               | 1                | 0                 | 2     |
| 8     | Azerbaijão   | 1               | 0                | 1                 | 2     |
| 9     | França       | 1               | 0                | 0                 | 1     |
| 10    | Croácia      | 0               | 2                | 1                 | 3     |
| 11    | Bélgica      | 0               | 1                | 1                 | 2     |
| 11    | Eslováquia   | 0               | 1                | 1                 | 2     |
| 13    | Finlândia    | 0               | 1                | 0                 | 1     |
| 13    | Suécia       | 0               | 1                | 0                 | 1     |
| 15    | Grécia       | 0               | 0                | 2                 | 2     |
| 15    | Espanha      | 0               | 0                | 2                 | 2     |
| 17    | Bielorrússia | 0               | 0                | 1                 | 1     |
| 17    | Eslovênia    | 0               | 0                | 1                 | 1     |
| 17    | Israel       | 0               | 0                | 1                 | 1     |
| 17    | Polônia      | 0               | 0                | 1                 | 1     |
| 17    | Romênia      | 0               | 0                | 1                 | 1     |

## Liga Prata

### Quadro geral Liga Prata
| Ordem | País                 | Medalha de ouro | Medalha de prata | Medalha de bronze | Total |
| ----- | -------------------- | --------------- | ---------------- | ----------------- | ----- |
| 1     | Suécia               | 2               | 0                | 0                 | 2     |
| 2     | Bósnia e Herzegovina | 1               | 0                | 0                 | 1     |
| 2     | Estônia              | 1               | 0                | 0                 | 1     |
| 2     | Romênia              | 1               | 0                | 0                 | 1     |
| 5     | Áustria              | 0               | 3                | 0                 | 3     |
| 6     | Eslovênia            | 0               | 1                | 2                 | 3     |
| 7     | Portugal             | 0               | 1                | 1                 | 2     |
| 8     | Albânia              | 0               | 0                | 1                 | 1     |
| 8     | Israel               | 0               | 0                | 1                 | 1     |

## MVP por edição

### Liga Ouro
| - 2009 – Neslihan Darnel - 2010 – Jelena Nikolić - 2011 – Jovana Brakočević - 2012 – Aneta Havlíčková - 2013 – Charlotte Leys - 2014 – Kübra Akman - 2015 – Renata Sandor - 2016 – Polina Rahimova - 2017 – Anna Stepaniuk - 2018 – Mariya Karakasheva | - 2019 – Andrea Kossányiová - 2021 – Zhana Todorova - 2022 – Lucille Gicquel - 2023 – Anastasiia Kraiduba |

### Liga Prata
- 2018 –  Isabelle Haak
- 2019 –  Diana Lorena Balintoni
- 2021 –  Edina Begić
- 2022 –  Alexandra Lazić
- 2023 –  Kertu Laak

## Ligações externa
- «Página oficial da competição» (em inglês)
- «Página oficial da CEV» (em inglês)